# Armon Binns
Pour les articles homonymes, voir Binns.
(en) Statistiques sur pro-football-reference
Armon Binns (né le 8 septembre 1989 à Pasadena) est un joueur américain de football américain. Il joue actuellement avec les Dolphins de Miami.

## Carrière

### Université
Binns étudie à l'université de Cincinnati. En 2009, il reçoit soixante-et-une réceptions pour 888 yards et onze touchdowns. Lors de cette saison, il est un des prétendants au Biletnikoff Award. Il permet aux Bearcats de l'emporter lors du River City Rivalry après avoir rattrapé une passe de vingt-neuf yards de Tony Pike. En 2010, il commence tous les matchs de la saison et reçoit soixante-quinze réceptions pour 1101 yards et dix touchdowns.

### Professionnel
Armon Binns n'est sélectionné par aucune équipe lors du draft de la NFL de 2011. Il signe peu de temps après comme agent libre non drafté avec les Jaguars de Jacksonville mais il n'est pas conservé. Le 20 septembre 2011, il signe avec l'équipe d'entraînement des Bengals de Cincinnati. Après avoir commencé la saison 2012 avec Cincinnati, il quitte l'équipe durant la saison. Le 10 décembre 2012, il signe avec les Dolphins de Miami.

## Palmarès
- Petite équipe All-American 2009 et 2010 selon l' Associated Press